# Éditions Fiacre
 (septembre 2024).
Si vous disposez d'ouvrages ou d'articles de référence ou si vous connaissez des sites web de qualité traitant du thème abordé ici, merci de compléter l'article en donnant les références utiles à sa vérifiabilité et en les liant à la section « Notes et références ».
Les Éditions Fiacre sont une maison d'édition indépendante créée en 2007 par Damien Blanchard, historien spécialisé en histoire religieuse et en histoire régionale. 
La politique éditoriale se concentre, sans exclusivité, au patrimoine écrit de la Seine-et-Marne et des départements limitrophes (folklore, littérature, histoire). Les Éditions Fiacre s'attachent à mettre à disposition du public des rééditions améliorées des meilleurs textes historiques sur la Brie, le Valois, le Multien, etc. Elles publient également de jeunes auteurs ou des plumes confirmées.
C'est l'entreprise personnelle de Damien Blanchart.